# Proa (libro)
Proa es el nombre del primer libro de poemas publicado por el autor ecuatoriano José Rumazo González en 1930 de corte naturalista y simbólico con diferentes ritmos y métricas. Su título hace alusión a la vanguardia literaria que en ese momento estaba sucediendo en Ecuador, encabezado por el poeta Hugo Mayo.

## Estilo
Proa fue publicado por la Editorial Bolívar que fue fundada junto con su hermano Alfonso Rumazo con el objetivo de crear una "Biblioteca Ecuatoriana". La primera edición de Proa contó con un tiro de 300 ejemplares.
El libro es una transición entre el naturalismo y el simbolismo, con una poesía limitada únicamente por el sentimiento y una serie de temas como el río interior, el ritmo interior, la rima de ideas conformados todos en una arquitectura que constituye el libro.
Jorge Carrera Andrade resume la obra como «En "Proa" Rumazo González intentó varias formas, numerosos géneros poéticos; sin siquiera preterir el antañero romance y los cantares. El lastre clásico ,con vetas de latín y hebreo, le da al poeta agilidad verbal y maestría técnica. Aparecen, página a página, mundos nuevos, irreales, cuajándose en creación ininterrumpida. Bengala de metáforas, cohetes de imágenes. que iluminan sin cesar su cielo poético. Poesía cerebral, en invención continua, multiforme, en la que a veces se anuncia el escalofrío del subconsciente. En este libro inicial, el poeta se revela descendiente de los maestros castellanos o mejor, de la literatura jesuítica, escolástica y pariente de los vanguardistas andaluces».
Su libro fue descrito como parte de la "nueva escuela" que se caracteriza por ser mitad naturalista, mitad simbólico. La estructura libre de la obra permite a Rumazo escribir con diferentes ritmos y métricas, caracterizados por ser fluidos y musicales. Sorprende además la brillante calidad de las imágenes y en su acabado artístico que fue calificado de encantador. En suma en este, su primer libro hay lirismo, pero no sentimentalismo, más música que plasticidad. Algo que lo diferencia de sus posteriores obras es la falta de profundidad filosófica y perspicacia religiosa.

## Estructura
Está subdividido en nueve secciones que a su vez están compuestas por distintos poemas. A través de cada sección se desarrolla una variedad de temas desde el mundo interior hasta la descripción del mundo.
1. Eclosión
2. Vuelo Cerrado. Arquitectura
3. Ópalos. Nitidez Opaca
4. Fuerzas Deslumbradas
5. Altiplano. Altiplanicie
6. De la Égloga Vernácula
7. Losangería de los Primeros Versos
8. Poemas Desgonzados de la Dormivela
9. Lúnulas de Arte Menor

## Interpretación pictórica

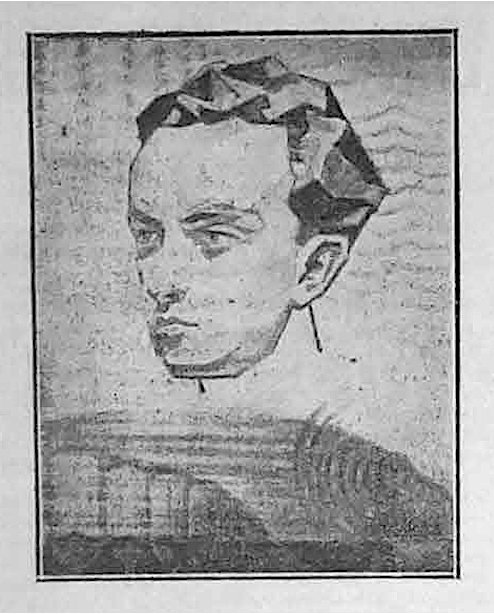
Rumazo por Victor Mideros

Como parte de la publicación de sus primeras obras, Rumazo sería interpretado pictóricamente por Victor Mideros en una ilustración que se divulgaría a través de sus libros y periódicos como sería el caso del diario el Pueblo en 1930. Sobre la relación que existe con su poesía y el carácter que se quería comunicar comentó Carrera Andrade:

En una interpretación pictórica del inquietante Víctor Mideros, se vé la cabeza del poeta José Rumazo González, hecha como de andecita o de pétreo carbón que va evolucionando a diamante, sumergida en las aguas eternas donde las ondas enredan innumerables caminos y dibujan seres monstruosos, todo un submarino mundo fantástico. Esta es la mejor interpretación de la poesía del joven autor de  Proa " y Altamar": Una cabeza sólida, cruzada de mensajes antiguos y modernos.
Jorge Carrera Andrade

Esta ilustración circuló también en el segundo poemario, titulado Altamar.